# Neuroglikopenia
Neuroglikopenia — zespół objawów neurologicznych spowodowanych hipoglikemią. Najczęściej spowodowana jest przyjęciem nadmiernej dawki insuliny.
Objawy zależne są od stopnia obniżenia cukru i przyjmują postać:
- upośledzenia sprawności intelektualnej
- zaburzeń koordynacji ruchów
- uczucia rozdrażnienia
- agresywnego zachowania
- drgawek
- utraty przytomności a w przypadku dłuższego utrzymywania się objawów śpiączki i możliwości wystąpienia nieodwracalnych zmian w OUN

Leczenie:
- w przypadku zachowania świadomości spożycie pokarmu zawierającego glukozę (np. cukier, cukierek, coca-cola)
- w przypadku utraty przytomności
  - dożylne podanie 20% roztworu glukozy lub
  - glukagonu w iniekcji

Wszystkie osoby bliskie osób chorych na cukrzycę powinny umieć udzielić pomocy w przypadku wystąpienia jej objawów, a każda osoba chora powinna posiadać zestaw ratunkowy w postaci ampułkostrzykawki zawierającej glukagon.

Przeczytaj ostrzeżenie dotyczące informacji medycznych i pokrewnych zamieszczonych w Wikipedii.